# Jasiołda
Jasiołda – rzeka na Białorusi, lewy dopływ Prypeci.
Ma długość 242 km, powierzchnia dorzecza 5430 km².